# Sgarro alla camorra
Sgarro alla camorra è un film del 1973 diretto da Ettore Maria Fizzarotti alla sua ultima regia cinematografica.

## Trama
Andrea Staiano è un giovane di Cetara che viene incastrato dal boss napoletano Enrico Cecere per un omicidio commesso da quest'ultimo. Dopo sette anni di ingiusta detenzione viene scarcerato e torna al suo paese; con l'aiuto dell'amico Pietro, rimette in sesto un peschereccio che gli permette di guadagnarsi da vivere onestamente. L'ombra della camorra, però, incombe su di lui. Angela, la compagna di Cecere, gli comunica che la liberazione anticipata dalla galera è avvenuta grazie all'intercessione di alcuni "notabili" della malavita organizzata e che, per sdebitarsi, Andrea dovrà compiere un paio di lavoretti sporchi. In realtà il piano di Cecere è quello di uccidere Staiano per eliminare un pericoloso testimone.

## Le canzoni
- 'A camorra (V. Annona - A. Esposito) -  (edizione A.B.C. s.p.a. - Rondinella s.r.l.)
- Giuramento (G. Russo - A. Vian) - (edizioni A.B.C. s.p.a. - Rondinella s.r.l.)
- Cielo e mare (G. Esposito - F. Genta) - (edizioni A.B.C. s.p.a. - Rondinella s.r.l.)
- 'O meglio amico (L. Bovio - F. Albano) - (edizione A.B.C. s.p.a. - Rondinella s.r.l.)
- Curtiello cu curtiello (A. Fiorini - V. Di Domenico) - (edizioni A.B.C. s.p.a. - Rondinella s.r.l.)

Cantate tutte da Mario Merola.